# FV105 サルタン
FV105 サルタンはCVR（T）の仕様に基づいて作られたイギリス陸軍の指揮統制車両である。

## 概要
APC（装甲兵員輸送車）型のFV103 スパルタンよりも天井が高く、より快適な作業空間を内部に装備している。
内装は、車体の一方に垂直に立てられた大型地図用ボードと机があり、3名が向かい合わせに座れるベンチシートが設けられている。これらの前方には4台の無線機を操作し、車長の命令をこなす無線手席が位置する。無線手席はL7汎用機関銃を搭載したピントルマウントから射撃を行うために位置を上げることができる。さらにこれらの前方、機関室脇の小さな区画内に運転手が座る。操縦手席はばね式のシートになっており、操縦手が車両の中でもたれる姿勢を取れ、垂直姿勢を取るとハッチの外に頭を出すことができる。
車両の後部は、ブリーフィングエリアを作るため、テントをとりつけて拡張できるようになっている。大型地図用ボードは車両から取り外し、テントの支柱に掛けることができ、照明器具はサルタンの電力供給部につなげることができた。しかしこの機能は運用中に多くの車両から除去された。
他のCVR（T）車両と同じように、サルタンは当初、渡河用のキャンバススカートを装備した。しかし車高が高いため、この装備は車体正面の傾斜装甲部分だけに必要だった。のち、渡河用スカートはイギリス陸軍の全CVR（T）車両から永久に除去された。
サルタンは、化学兵器、細菌兵器および放射性粒子の防御のために、NBCフィルタパックを装備している。

## 運用国

### 現用
- オマーン - 2023年時点で、オマーン陸軍が13両のFV105 サルタンを保有している[1]。